# Gołkowo (powiat kołobrzeski)
Gołkowo (niem. Birkenfelde)) – osada w północno-zachodniej Polsce, położony w województwie zachodniopomorskim, w powiecie kołobrzeskim, w gminie Rymań. Miejscowość wchodzi w skład Sołectwa Rymań.
W latach 1975–1998 miejscowość administracyjnie należała do województwa koszalińskiego.